# Mercè Teodoro i Peris
Mercè Teodoro i Peris (València, 1969) és una advocada valenciana. És llicenciada en Dret per la Universitat de València i advocada en exercici des de 1993. Especialista en dret penal i contenciós-administratiu, assessora jurídica de diverses institucions i entitats. És encarregada del Servei Jurídic d'Acció Cultural del País Valencià des de 1996.
Ha defensat per vies judicials i extrajudicials i judicials nombrosos afers relacionats amb drets lingüístics. També és conferenciant i ponent sobre temes de debat jurídic i drets lingüístics en diversos àmbits, ha dut nombroses causes a favor del respecte a la democràcia i ha guanyat totes les causes jurídiques relatives a la TV3 del País Valencià i a la unitat de la llengua. Amb el Sindicat de Treballadors de l'Ensenyament del País Valencià ha aconseguit 7 sentències favorables a la unitat de la llengua i a la doble denominació equivalent català-valencià del Tribunal Superior de Justícia de la Comunitat Valenciana entre 2004 i 2006. Més tard ha aconseguit una sentència favorable del Tribunal Suprem d'Espanya, que ha reconegut, després d'un procés de molts anys i sent ja una sentència inapel·lable, la unitat lingüística del català.
És assessora Jurídica d'empreses i entitats sense ànim de lucre, associacions i fundacions privades relacionades amb l'àmbit pacifista, feminista i defensa dels drets lingüístics. Sòcia activa de l'Associació Memòria Contra la Tortura, ponent del Fòrum per la Memòria Històrica del País Valencià i membre del Comitè d'Experts de l'Observatori de la Llengua catalana des del 2005. El 2006 va rebre el Premi d'Actuació Cívica de la Fundació Lluís Carulla i el Premi Agustí Juandó del Consell dels Il·lustres Col·legis d'Advocats de Catalunya.

## Obres
- Del fals conflicte lingüístic al compromís per la Llengua (coautora, 1998), per la Fundació Ausiàs Marc
- Informe sobre la situación del catalán en el País Valenciano, (2001) Fundación Sabino Arana.
- El nom, la Unitat i la Normalitat (2005), informe per l'Observatori de la Llengua Catalana.
- Article L'ús del català als jutjats i tribunals del País Valencià: Traducció i interpretació jurídica, desconeixement, indefensió i boicot d'una llengua. Editat a Les plomes de la justícia. Editorial Proa (2006)